# Carl August Ehrensvärd (1745–1800)
Carl August Ehrensvärd, född 5 maj 1745 i Stockholm, död 21 maj 1800 i Örebro, var en svensk greve, sjömilitär, konstteoretiker, konstnär och arkitekt.

## Biografi
Ehrensvärd var son till Augustin Ehrensvärd och Catharina Elisabeth Adlerheim som var Bureättling och ättling till Urban Hjärne. Som son till Sveaborgs arkitekt växte han upp på denna fästningsö utanför Helsingfors i Finland, där han i samband med sin militärutbildning även undervisades av fadern samt av konstnären Elias Martin.
Redan åtta år gammal inskrevs han som kadett vid artilleriet och befordrades 1760 till fänrik vid Åbo läns lätta infanteri och löjtnant vid arméns flotta. Under faderns överbefäl deltog han 1761–1762 som löjtnant i arméns flotta i pommerska kriget. Efter freden i Hamburg återvände han till Finland, där han tjänstgjorde under befälhavande majoren Henrik af Trolle, och de båda utvecklade en livslång vänskap. Under de närmast följande åren biträdde Ehrensvärd sin far vid nybyggnadsarbetena på Sveaborg. 1766–1767 reste han tillsammans med Henrik af Trolle på en resa till Brest och andra franska krigshamnar för sjövetenskapliga studier. Ehrensvärd befordrades 1770 till kapten, deltog 1772 under Sprengtporten i Gustav III:s statskupp och avancerade 1777 till överste och sekundchef för arméns flottas finska eskader.
Ehrensvärd reste 1780 till 1782 via Danmark och Frankrike till Italien tillsammans med sin släkting Lars Augustin Mannerheim för att studera konst och publicerade två böcker, Resa till Italien 1780, 1781, 1782 (1786) och De fria konsters filosofi (1786) där han med entusiasm skrev om antikens konst, i anslutning till Winckelmann, vars tankar han till stora delar bibragts via Louis Masreliez. Han författade även en ett aldrig överlämnat Underdånig p.m. till Gustaf III.
I förhoppning att bli Carl Fredric Adelcrantz efterträdare som överintendent gjorde Ehrensvärd ingående studier i arkitekturen. 1782 återinträdde Adelcrantz vid flottan. I samband med sin utländska resa hade Gustaf III kvarlämnat ett förseglat konvolut, som skulle öppnas i den händelse Ehrensvärds gamle vän Henrik af Trolle, numera general-amiral, skulle avlida. Då han avled 1784 och konvolutet öppnades visade det sig innehålla en fullmakt för överamiralsämbetet utställt till Ehrensvärd. Han bosatte sig nu i Karlskrona och arbetade intensivt med planer på att reformera flottan. Då han motsatte sig Gustav III:s krigsplaner fråntogs han 1788 överbefälet. 1789 fick han dock befälet över finska skärgårdsflottan. Med klok beräkning av de svenska och ryska skärgårdsflottornas styrkeförhållanden vägrade Ehrensvärd att följa Gustaf III:s önskan om ett omedelbart anfall. 24 augusti gick emellertid ryssarna till attack utanför Fredrikshamn och lyckades trots en tapper insats från svensk sida tillfoga Ehrensvärd ett svårt nederlag i första slaget vid Svensksund. Ehrensvärds yttrande efter slaget, om än obekräftat, har blivit ryktbart: Eders majestät har ingen skärgårdsflotta mer.
Härigenom förlorade han definitivt kungens ynnest och inlämnade 1790 sin avskedsansökan. Han var därefter under de följande åren bosatt på sina gods Vedeby i Blekinge och Tosterup i Skåne. Efter kungens död förmåddes han av Gustaf Adolf Reuterholm att motta utnämningen till generalamiral. Sitt intresse för denna uppgift dokumenterade Ehrensvärd bland annat genom ett memorial OM styrelseverket i Karlskrona och om styrelseverket vid Amiralietet häruppifrån. Ehrensvärd kände sig dock tyngd av uppdragets många krav och hamnade också i politiska tvister med sin gamle vän Reuterholm, och begärde 1794 avsked. 1796 inköpte Ehrensvärd godset Dömestorp i Halland, där han liksom på Tosterup ägnade sig åt allehanda jordbruksexperiement, som dock orsakade honom svåra ekonomiska förluster. På grund av sina naturvetenskapliga studier, som han alltifrån ungdomens lärotid hos Torbern Bergman tillägnat sig, invaldes Ehrensvärd 1790 som ledamot nummer 254 av Kungliga Vetenskapsakademien. 1795 författade Ehrensvärd Fem dagars resa för att hämta rörelse och förargelse, som dock kom att tryckas först 1871.
Under sina sista tio år var han flitig verksam som tecknare och utvecklade en egen personlig, drastisk stil och var en flitig brevskrivare. Hans teckningar finns bevarade på bland annat Nationalmuseum, Göteborgs konstmuseum, Norrköpings konstmuseum och Teckningsmuseet i Laholm. Han hade kontakter med bland andra arkitekten Olof Tempelman, skulptören Johan Tobias Sergel, poeten Johan Gabriel Oxenstierna och skeppsbyggaren Fredrik Henrik af Chapman. Han var även upphovsman till en satirisk nidteckning om kung Gustav III och dennes barnalstring med sin drottning.
Ehrensvärd var gift med grevinnan Sophia Sparre af Söfdeborg och genom deras enda barn översten Gustaf Carl Albert August Ehrensvärd farfar till Albert Ehrensvärd den äldre.
Året efter hans död restes en sten till hans minne i Stora Djulö.

## Galleri

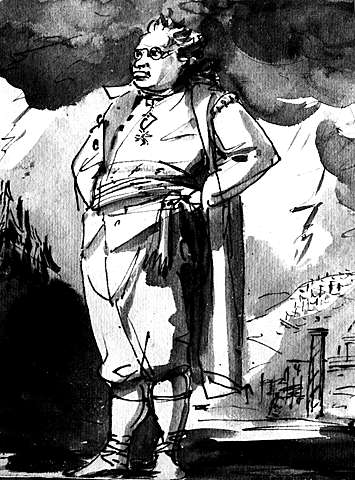
Carl August Ehrensvärd "mellan Italiens vinberg och Nordens granbackar", tecknad av Johan Tobias Sergel.
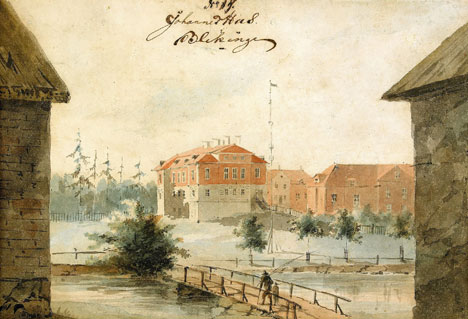
Målning av Johannishus slott, datum okänt.
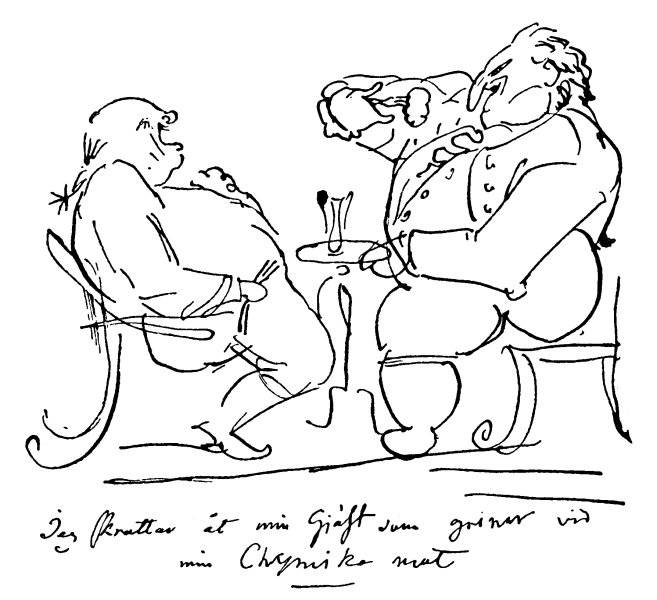
Skämtteckning av Ehrensvärd själv (till vänster) och vännen Sergel. Påskriften lyder: "Jag skrattar åt min Giäst som grinar vid min Chymiska mat".
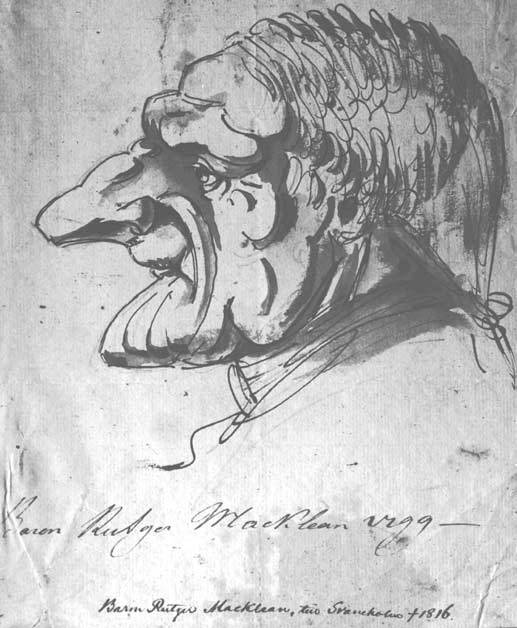
Elak karikatyr av Rutger Macklean från Ehrensvärds penna.
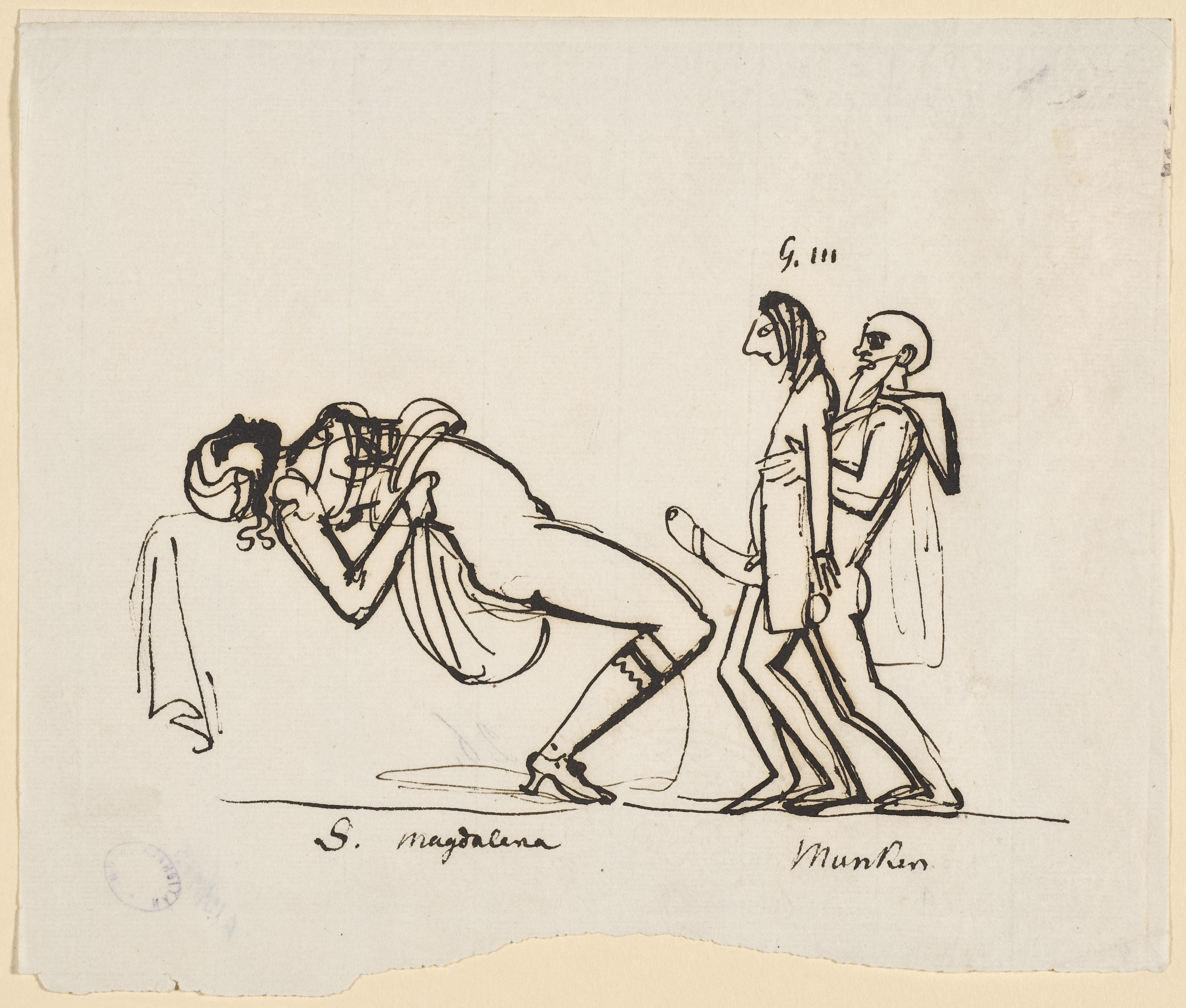
Nidbild av hur "Muncken" assisterar Gustav III vid dennes första samlag med Sofia Magdalena. Från vänster Sofia Magdalena, Gustav III och Adolf Fredrik Munck.
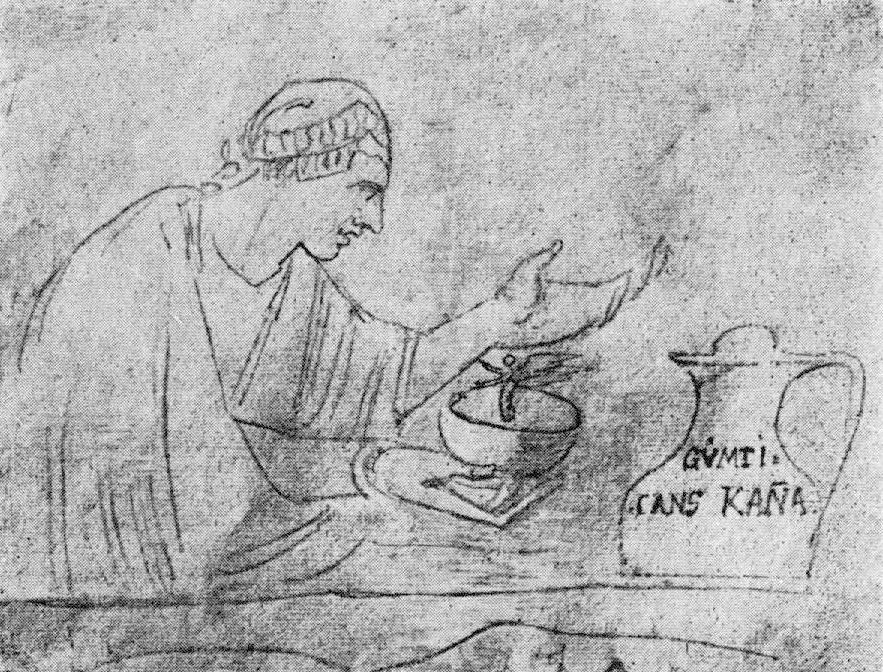
Spådamen Ulrica Arfvidsson, "Kaffepytissan"

### Skrifter och urval
- Skrifter ; utgivna av Gunhild Bergh. Svenska författare utgivna av Svenska vitterhetssamfundet, 0346-7864 ; 10. Stockholm: Bonnier. 1922-1925. Libris 114777
  -  Del 1. 1922. Libris 114778. http://litteraturbanken.se/#!/forfattare/EhrensvardCA/titlar/Skrifter1/info - Innehåll: Strödde anmärkningar. Sammelsurium på en resa. Resa til Italien. Varianter i Resan til Italien. Underdånigste promemoria. Philosophie om fria konster. Katekhismos. De fria konsters philosophie. Ährind-ringar vid Konsternas philosophie med svar. En nÿ philosophie. Om symetrien. Allmän landthushållning. Fem dagars resa i Skåne. Tal skrivet för Vetenskapsakademien 1796 (1922-1923; omtryckt 1994).
  -  Del 2. 1925. Libris 114779. http://litteraturbanken.se/#!/forfattare/EhrensvardCA/titlar/Skrifter2/info - Innehåll: Utkast styckevis till en philosophie. Frontespice på en moralisk och politisk hand bok (1925; omtryckt 1994).
- Resa till Italien och andra skrifter / urval och inledning av Holger Frykenstedt. Levande litteratur, 99-0208799-X. Stockholm: Natur och kultur. 1962. Libris 8081152 - Innehåll: De fria konsters filosofi; En ny filosofi; Fem dagars resa i Skåne.
- Resa til Italien och andra skrifter / med förord av Sten Åke Nilsson. Täby: Lind & Co. 1999. Libris 7798916. ISBN 91-973055-2-9

### Brevutgåvor
- Brev till Kickan [Sophia Lovisa Eleonora Sparre af Sövdeborg (1761-1832)]. Stockholm: Norstedt. 1971. Libris 7151516. ISBN 91-1-712512-X - Urval och inledning: Holger Frykenstedt ; textåtergivning och kommentarer: Sven G. Hansson.
- C. A. Ehrensvärds brev  / utgivna av Gunhild Bergh. Stockholm: Bonnier. 1916-1917. Libris 41675 - 2 volymer.
- Carl August Ehrensvärd och Anders Jahan Retzius: ur en brefvexling. [Lund]. 1896. Libris 8792229
- Louis Masreliez' och Carl August Ehrensvärds brevväxling / Med orienterande inledning utgivna av Carl David Moselius. Sthlm. 1934. Libris 104108